# Rezerwat Skalny im. Jana Czarnockiego
Rezerwat Skalny im. Jana Czarnockiego (Ślichowice, dawniej Śluchowice od nazwy kamieniołomu) – rezerwat przyrody nieożywionej znajdujący się na terenie miasta Kielce w województwie świętokrzyskim. Jest to obecnie najmniejszy rezerwat na terenie miasta, choć w chwili utworzenia znajdował się poza jego granicami.
- Powierzchnia: 0,55 ha[1]
- Rok utworzenia: 1952
- Dokument powołujący: Zarządzenie Ministra Leśnictwa z 18.06.1952; MP A-57/1952, poz. 888[4], zm. MP Nr 42 z 1958 r., poz. 246[5]
- Numer ewidencyjny WKP: 001
- Charakter rezerwatu: częściowy
- Przedmiot ochrony: odkrywka skalna z odsłaniającymi się interesującymi formami tektonicznymi oraz roślinność zielna i krzewiasta
- Rodzaj rezerwatu: rezerwat przyrody nieożywionej

- Typ rezerwatu: geologiczny i glebowy

- Podtyp rezerwatu: form tektonicznych i erozyjnych

- Typ ekosystemu: skalny

- Podtyp ekosystemu: skał osadowych

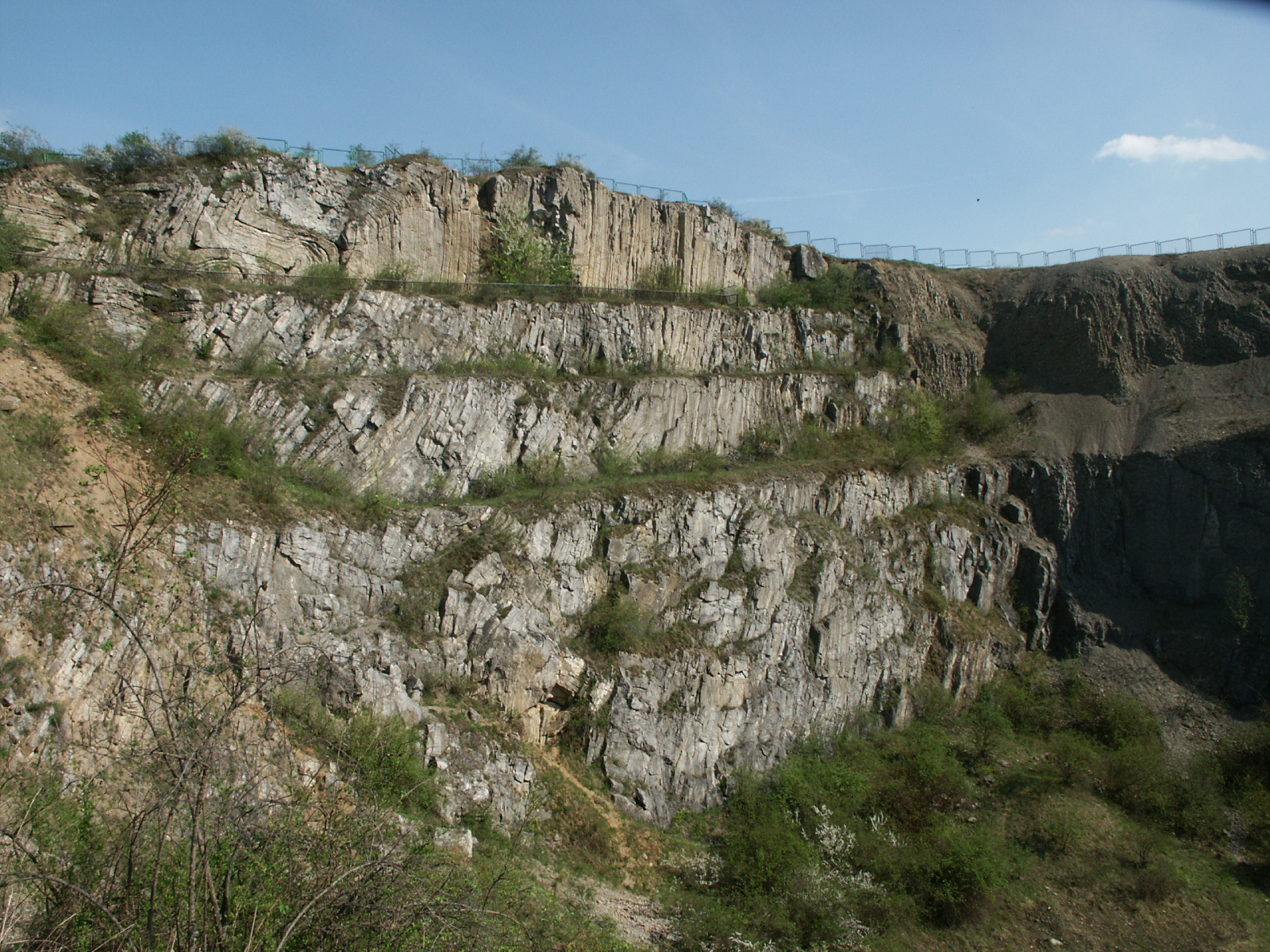
Ściana wschodnia filaru skalnego z widocznym obalonym fałdem

Rezerwat utworzono w celu zachowania odkrywki skalnej, przedstawiającej interesujący fragment tektoniki hercyńskiej Gór Świętokrzyskich w postaci charakterystycznie i silnie przefałdowanych skał wapiennych, częściowo margli i łupków marglistych franu facji kieleckiej oraz porastającej ten teren roślinności zielnej i krzewiastej.
W skład rezerwatu wchodzi odsłonięty przy eksploatacji kamienia profil geologiczny z obalonym dużym fałdem skalnym, obrazującym
procesy tektoniczne, położony w obrębie nieeksploatowanego kamieniołomu w części Góry Ślichowickiej i teren go otaczający, obejmujący wyrobiska po wyeksploatowanym kamieniołomie. Struktura geologiczna widoczna w kamieniołomie jest jednym z lepiej wyeksponowanych przykładów struktur fałdowych, z tego względu jest dość często przywoływana w literaturze oraz jest celem stosunkowo wielu wycieczek dydaktycznych.
Rezerwat nosi imię Jana Czarnockiego – geologa i badacza Gór Świętokrzyskich, który podjął działania mające na celu ochronę tego fragmentu kamieniołomu.
Rezerwat wchodzi w skład Geoparku Kielce.
Przez rezerwat przechodzi  żółty szlak spacerowy wokół Kielc.